# Manuel Pedreros
Manuel Jesús Pedreros Guevara (Concepción, Chile, 7 de julio de 1954) es un exfutbolista chileno que jugaba de mediocampista.
Es hermano del también exfutbolista Leonel Pedreros.

## Trayectoria
Oriundo de Concepción, hizo sus primeras armas como futbolista en Industrial FC. Como profesional, defendió las camisetas de Naval, Iberia, Cobresal y Mulchén Unido.
Jugador histórico de Cobresal entre 1982 y 1988, participó con el equipo minero en la Copa Libertadores 1986, además de campeonar en la Segunda División 1983 y la Copa LAN Chile 1987.
En el extranjero, defendió los colores del Deportivo Cali colombiano durante 1986.

## Selección nacional
Pedreros jugó un partido por la selección de fútbol de Chile, el 9 de diciembre de 1987, en una derrota 1:2 ante Brasil.

### Partidos internacionales
| 1     | 9 de diciembre de 1987 | Estadio Municipal Parque do Sabiá, Uberlândia, Brasil | Brasil     | 2-1 | Chile |   |  | Manuel Rodríguez Araneda | Amistoso |
| Total | Total                  | Total                                                 | Presencias | 1   | Goles | 0 |  |                          |          |

| Selección chilena | Selección chilena | Selección chilena |
| Año               | Partidos          | Goles             |
| ----------------- | ----------------- | ----------------- |
| 1987              | 1                 | 0                 |
| Total             | 1                 | 0                 |

## Clubes
| Club           | País     | Año       |
| -------------- | -------- | --------- |
| Naval          | Chile    | 1973-1974 |
| Iberia         | Chile    | 1975-1981 |
| Cobresal       | Chile    | 1982-1986 |
| Deportivo Cali | Colombia | 1986      |
| Cobresal       | Chile    | 1987-1988 |
| Naval          | Chile    | 1988      |
| Iberia         | Chile    | 1989      |
| Mulchén Unido  | Chile    | 1992      |

## Palmarés

### Como jugador

#### Campeonatos nacionales
| Título           | Club     | País  | Año  |
| ---------------- | -------- | ----- | ---- |
| Segunda División | Cobresal | Chile | 1983 |
| Copa Chile       | Cobresal | Chile | 1987 |